# Список насекомых, занесённых в Красную книгу Республики Беларусь
Список насекомых, занесённых в Красную книгу Республики Беларусь, — список видов насекомых, включённых в издание Красная книга Белоруссии (2014).

## Категории природоохранной значимости
Красная книга Республики Беларусь соответствует общепринятым категориям Международного Союза охраны природы (МСОП).
- I категория — наивысшая национальная природоохранная значимость. Включает таксоны, имеющие очень низкую или быстро сокращающуюся численность, сохранение популяции которых невозможно без проведения комплексов специальных мер. Также включает таксоны, национальная популяция которых имеет высокую международную значимость.
- II категория Включает таксоны, в настоящее время не находящиеся под непосредственной угрозой исчезновения на территории республики, низкую численность, имеющие тенденцию к сокращению численности и/или ареала и прогнозируемое в ближайшем будущем ухудшение статуса, а также имеющие неблагоприятный международный или европейский охранный статус.
- III категория Включает таксоны, не находящиеся под прямой угрозой исчезновения, но подверженные риску вымирания в недалёком будущем.
- IV категория Объединяет таксоны, не относящиеся к трем предыдущим категориям, но близкие к ним, имеющие неблагоприятную тенденцию на окружающих территориях или зависимые от осуществляемых мер охраны.

## Список насекомых, занесённых в Красную книгу Белоруссии
Отдельным цветом выделены:
 Новые виды, включённые в Красную книгу Республики Беларусь (2014)
| Иллюстрация                              | Название                                                                       | Ареал и численность на территории Белоруссии. Замечания по систематике. | Охранный статус в Красной книге Республики Беларусь | Источники     |
| ---------------------------------------- | ------------------------------------------------------------------------------ | --- | --------------------------------------------------- | ------------- |
| Отряд Жесткокрылые (Coleoptera)          |                                                                                | |                                                     |               |
|                                          | Борос Шнейдера (Boros schneideri)                                              | Обнаружен в Витебском районе, Лепельском, Городокском, Верхнедвинском, Сенненском и Докшицком районах Витебской области; Белыничском и Могилевском районах Могилевской области; Гродненском и Щучинском районах Гродненской области; Минском (лесопарк около п. Опытный), Воложинском и Пуховичском районах Минской области; Березинском заповеднике, Национальных парках «Беловежская пуща» и «Припятский». Жуки встречаются нечасто, личинки — довольно часто. Последние развиваются под гнилой корой, реже — в легко отслаивающейся древесине как стоящих, так и упавших деревьев разных пород. | III категория                                       | [ 1 ]         |
|                                          | Бронзовка большая зелёная (Protaetia (Netocia) aeruginosa)                     | Вид населяет юг Белоруссии. Обитает преимущественно в старых лесах и садах, где произрастают большие старые деревья. Личинки развиваются в трухлявой древесине лиственных пород деревьев, преимущественно дуба и плодовых культур. Количественные учёты не проводились. Косвенные данные дают основание считать, что численность сокращается. Лимитирующие факторы: сокращение площади старых лесов, лесотехнические мероприятия по удалению старых и дуплистых деревьев. | IV категория                                        |               |
|                                          | Бронзовка мраморная ( Protaetia (Liocola) marmorata)                           | Жуки обитают в старых лесах и садах. Встречаются на опушках, полянах и в глубине леса. Предпочитают преимущественно равнинные леса. Встречается нередко, но всегда единично. Лимитирующие факторы: сокращение площади старых лесов, лесотехнические мероприятия по удалению старых и дуплистых деревьев. | IV категория                                        |               |
|                                          | Бронзовка Фибера (Protaetia (Potosia) fieberi)                                 | Численность на большей части ареала находится на довольно низком уровне. Жуки встречаются в широколиственных, преимущественно дубовых лесах. Лимитирующие факторы: сокращение площади старых лесов, лесотехнические мероприятия по удалению старых и дуплистых деревьев. | IV категория                                        |               |
| Фотография восковика-отшельника          | Восковик-отшельник (Osmoderma coriarium)                                       | По косвенным данным численность сокращается. Встречается редко, но стабильно, в отдельных участках ареала — очень редок или встречается единично. Лимитирующие факторы: сокращение площади старых лесов, лесотехнические мероприятия по удалению старых и дуплистых деревьев. | III категория                                       |               |
|                                          | Жужелица блестящая (Carabus (Hemicarabus) nitens)                              | В Белоруссии приурочен к центральной и северной частям, реже встречается в Полесье. Предпочитает песчаные почвы, населяет хвойные и лиственные леса, берега водоёмов, болота, поля и луга. Редко встречающийся вид, численность которого невысокая и сокращается. Факторы, лимитирующие численность, и тенденции её изменения изучены слабо. Однако основными факторами все же остаются антропогенное воздействие, сокращение естественных мест обитания. | III категория                                       | [ 2 ]         |
|                                          | Жужелица замечательная (Carabus excellens)                                     | Обитатель лесостепных ландшафтов, открытых пространств, суходольных лугов, сухих песчаных берегов. | III категория                                       |               |
|                                          | Жужелица золотоямчатая (Carabus clathratus)                                    | В Белоруссии встречается по всей территории на заболоченных лугах, низинных болотах, по берегам рек и водохранилищ. Самый влаголюбивый вид рода. Предпочитает места обитания с богатой растительностью на торфяных почвах: низинные заболоченные луга в пойме рек, а также низинные болота и болота переходного типа. Встречается местами часто. Основные факторы угрозы: сокращение мест обитания в силу осушения низинных болот и ведения хозяйственной деятельности в водоохранной зоне рек. | III категория                                       | [ 3 ]         |
| Фотографии жужелицы Менетрие             | Жужелица Менетрие (Carabus menetriesi)                                         | Центральноевропейский гигрофильный вид. На территории Беларуси встречается повсюду, но является приуроченным к переувлажнённым местам обитания (низинным болотам, влажным пойменным лугам, заболоченным лесам, торфяным болотам, понижениям, заболоченным берегам водоёмов). В отдельных местах, особенно в заповедниках, численность довольно высокая, однако снижается на мелиорированных территориях. Основные факторы угрозы: сокращение площадей болот, их мелиорация. | III категория                                       | [ 4 ]         |
|                                          | Жужелица плутающая (Carabus (Chaetocarabus) intricatus)                        | Единственный вид подрода Chaetocarabus в фауне Беларуси. По территории страны проходит восточная граница ареала. Вид на территории страны известен только из Беловежской пущи. Редкий вид. В Беловежской пуще численность вида всё ещё стабильная. Основным фактором угрозы является хозяйственная деятельность в лесах. | III категория                                       | [ 5 ]         |
|                                          | Жужелица решетчатая (Carabus (Tachypus) cancellatus)                           | В Белоруссии встречается по всей территории, но реже в Полесье. Населяет хвойные и лиственные леса, поля, луга, реже заболоченные места и мелколиственные леса. Иногда вид бывает многочисленным, но его численность сокращается. Основные факторы угрозы составляет хозяйственная деятельность на полях. В Березинском биосферном заповеднике и Беловежской пуще находится под охраной заповедного режима. | IV категория                                        | [ 6 ]         |
|                                          | Жужелица шагреневая (Carabus coriaceus)                                        | В Белоруссии распространён по всей территории республики. Встречается в смешанных и широколиственных лесах. Жуки встречаются единично. В ельниках и сосняках иногда обычен. В некоторых локальных местообитаниях плотность вида может быть пока довольно высокой, что приводит к преувеличению общей оценки благополучия вида. Факторы угрозы: уничтожение мест обитания вида вследствие хозяйственной деятельности, лесоразработок, обработки пестицидами, увеличения рекреационной нагрузки, а также сокращение площадей ельников — одного из основных мест обитаний вида. Тенденции изменения численности изучены слабо. | IV категория                                        | [ 7 ]         |
|                                          | Жужелица фиолетовая (Carabus violaceus)                                        | Единственный вид подрода Chaetocarabus в фауне Белоруссии. По территории страны проходит восточная граница ареала. Вид на территории страны известен только из Беловежской пущи. Редкий вид. В Беловежской пуще численность вида всё ещё стабильная. Основным фактором угрозы является хозяйственная деятельность в лесах. | IV категория                                        | [ 8 ]         |
|                                          | Жук-олень (Lucanus cervus)                                                     | В Белоруссии вид встречается преимущественно в дубравах Полесья. В центральной и северной части находки жука редки и единичны. Отмечен в Беловежской пуще. Приурочен к старым широколиственным, преимущественном дубовым, лесам. Встречается редко и локально. Численность сокращается из-за уменьшения числа мест обитания. | II категория                                        | [ 9 ]         |
|                                          | Ильник неизвестный (Rhantus incognitus)                                        | В Белоруссии отмечен только в Дятловском районе Гродненской области и в Беловежской пуще. Населяет главным образом в небольшие лесные реки. Редко встречающийся вид c небольшой численностью. Основные факторы угрозы: загрязнение водоёмов промышленными и бытовыми стоками, проведения мелиоративных работ, применения химических средств и удобрений на водосборных площадях, прилегающих к местам обитания. | III категория                                       | [ 10 ]        |
|                                          | Красотел бронзовый (Calosoma inquisitor)                                       | В Белоруссии распространён по всей территории, но чаще встречается в центральных, и особенно часто, в южных регионах страны. Вид преимущественно приурочен к дубовым, либо другим лиственным лесам. Наибольшая активность отмечена в мае. В типовых местах обитания — пойменных дубравах вид часто является обычным. Основные угрозы: уничтожение мест обитания вида, сокращение площадей дубовых лесов. | III категория                                       | [ 11 ]        |
|                                          | Красотел исследователь (Calosoma investigator)                                 | В Белоруссии распространён в южных регионах страны — Полесье. Населяет лиственные леса, поля и луга на песчаной и супесчаной почве. Встречается спорадически, но редко. Основные факторы угрозы: хозяйственная деятельность на полях, не ограниченное применение пестицидов. | IV категория                                        | [ 12 ]        |
|                                          | Красотел пахучий (Calosoma sycophanta)                                         | На территории Белоруссии за последние 40 лет указания отсутствуют. Достоверно известен только из Беловежской Пущи. В Беларуси проходит северо-восточная граница ареала. В 1936 году вид отмечен в Витебском районе. Существует её прямая зависимость численности вида от численности гусениц непарного и кольчатого шелкопрядов и других насекомых, служащих красотелу пищей. Очень редок. Встречаются единичные экземпляры. Значительное влияние на снижение численности вида наносит хозяйственная деятельность в лесах и неконтролируемый лов жуков коллекционерами. Вид является очень чувствительным к ядохимикатам и гербицидам. | I категория                                         | [ 13 ]        |
|                                          | Листоед асклепиевый (Eumolpus asclepiadeus)                                    | В Белоруссии особи вида неоднократно обнаруживались в Мозырском районе. Жуки встречаются в пойменных биотопах на ваточнике (Asclepias) и ластовне (Vincetoxicum). Редко встречающийся локальный вид, находящийся вблизи северной границы ареала. Малочисленный вид, единично встречающийся. Основные факторы угрозы: осушение и хозяйственное освоение пойменных земель. | III категория                                       | [ 14 ]        |
|                                          | Листоед оливковый (Gonioctena olivacea)                                        | В Белоруссии вид встречается отдельными очагами под Минском и в районе Мозыря. Жуки преимущественно встречаются небольшими скоплениями на открытых, хорошо прогреваемых солнцем местах, чаще всего на окраинах и опушках леса в мае-июне. Редкий вид, находящийся на восточной границе своего ареала. В отдельные годы является нередким, но колебания численности значительны из-за деятельности энтомофагов и грибковых заболеваний. Основные факторы угрозы: уничтожение зарослей кормовых растений при освоении территорий под распашку местообитаний вида и предупреждение вырубки кустарниковых бобовых при застройках территории. | III категория                                       | [ 15 ]        |
|                                          | Навозник весенний (Trypocopris vernalis = Geotrupes vernalis)                  | В Белоруссии встречается по всей территории, однако локален. Встречаются под навозом на пастбищах, возле дорог, в лесах и т. д. Вид образует несколько цветовых форм: ярко-синего, чёрно-синего или зелёного цвета. Численность сильно колеблется в разные годы. Основные факторы угрозы до конца не выяснены. Вероятно, негативно может влиять резкая смена режима пользования сельхозугодьями, когда пастбища распахиваются следующей весной, что не даёт возможность жуку завершить цикл развития. | III категория                                       | [ 16 ]        |
|                                          | Отшельник обыкновенный (Osmoderma eremita)                                     | В Белоруссии распространён по всей территории. Обитает в старых широколиственных лесах и парках. Для существования вида необходимо наличие старых дуплистых и трухлявых деревьев. Встречается редко и единично по всей территории Беларуси. Основные факторы угрозы: омоложение лиственных лесов, в результате чего уменьшается количество дуплистых деревьев. Общая численность сокращается. | III категория                                       | [ 17 ]        |
|                                          | Пестряк изменчивый (Gnorimus variabilis)                                       | Встречается в широколиственных, смешанных и хвойных лесах, предпочитая дубравы. Лимитирующие факторы: сокращение площади старых лесов, лесотехнические мероприятия по удалению старых и дуплистых деревьев. | III категория                                       |               |
|                                          | Плавунец широчайший (Dytiscus latissimus)                                      | Полесский регион является южной границей его ареала. В Белоруссии известны находки в районе Плещеницы (Логойский район), Новый Свержень (Столбцовский район), Лахва (Лунинецкий район), Чемерин (Пинский район), Березинский биосферный заповедник, заказник «Званец». Редкий вид, численность которого низкая. Нигде на территории страны не обнаружены устойчивые популяции. Факторы риска: проведения мелиоративных работ, применения химических средств и удобрений на прилегающих водосборных площадях. | III категория                                       | [ 18 ]        |
|                                          | Подводень двуполосный (Graphoderus bilineatus)                                 | В Белоруссии отмечен в Березинском биосферном заповеднике, Национальных парках «Браславские озёра», «Беловежская пуща» и «Припятский», заказнике «Званец». Предпочитает глубокие водоемы со стоячей водой и густой растительностью у берегов. Редкий вид с низкой численностью. Является чувствительным к неблагоприятному воздействию загрязнений водоёмов. | III категория                                       | [ 19 ]        |
|                                          | Скакун песчаный (Cicindela arenaria)                                           | На территории Белоруссии представлен подвидом Cicindela arenaria viennensis. Встречается в южных районах Беларуси. Известен из Солигорского, Пинского, Осиповичского и Березовского районов. Населяет сухие сыпучие пески по берегам водоёмов, песчаные карьеры, насыпи. В Беларуси встречается локально. В локальных популяциях на небольшой территории может размножаться в массе. | IV категория                                        | [ 20 ]        |
|                                          | Слизнеед бороздчатый (Chlaenius sulcicollis)                                   | Известен из Поозерья, с территории Беловежской пущи, Дрогичинского района, окрестностей Могилёва . Встречается редко и спорадично. Предпочитает заболоченные луга в пойме рек, а также низинные болота и болота переходного типа. Очень редко встречающийся вид, приурочен к угрожаемым биоценозам. Основные факторы угрозы: сокращение мест обитания в связи с осушением низинных болот и проведением хозяйственной деятельности в водоохранной зоне рек. | II категория                                        | [ 21 ]        |
|                                          | Слизнеед ребристый (Chlaenius (Pelasmus) costulatus)                           | Известен с территории Березинского биосферного заповедника, Беловежской пущи, Столбцовского и Дрогичинского районов, окрестности Могилёва, Витебска и Городка . Населяет заболоченные луга в поймах рек, а также низинные болота и болота переходного типа. Встречается данный вид локально, иногда в больших количествах. Вид отличается строгой экологической приуроченностью, что ставит его в зависимость от наличия подходящих биотопов. Негативное влияние также могут оказывать мелиоративные работы. | III категория                                       | [ 22 ]        |
| Фотография слизнееда четырёхбороздчатого | Слизнеед четырёхбороздчатый (Chlaenius (Agostenus) quadrisulcatus)             | По территории Белоруссии проходит южная граница ареала. Найден только в двух местах на западе и юго-западе Белоруссии. Предпочитает заболоченные луга в пойме рек, а также низинные болота и болота переходного типа. Вид приурочен к угрожаемым биоценозам. Численность невысокая и сокращается. Основные факторы угрозы: сокращение площадей болот в связи с их осушением и проведением хозяйственной деятельности в водоохранной зоне рек. Редкий вид, численность которого низкая, не обнаружены устойчивые популяции. | I категория                                         | [ 23 ]        |
|                                          | Стафилин волосатый (Emus hirtus)                                               | В Белоруссии встречается локально по всей территории . Отмечен в Беловежской пуще и Национальном парке «Припятский». Наиболее многочисленная популяция известна из Березинского заповедника. Встречается в лесах и на открытых местах, под экскрементами, падалью, на вытекающем соке деревьев. Редкий вид. Тенденция изменения численности не известна. | IV категория                                        | [ 24 ]        |
|                                          | Усач большой дубовый (Cerambyx cerdo)                                          | На юге Белоруссии обитает западный номинативный подвид (Cerambyx cerdo cerdo), распространённый также в Западной Европе. В течение последних 20-30 лет вид найден только в пойменных дубравах по берегам реки Припять. Один экземпляр был обнаружен в конце 1990-х годов в окрестностях Ракова. Отмечен также в Беловежской пуще. Населяет лиственные леса и парки. В последние годы наблюдаются единичные экземпляры. Численность сокращается из-за уменьшения числа мест обитания вида, усыхания и вырубка дубрав. | III категория                                       | [ 25 ]        |
| Отряд Перепончатокрылые (Hymenoptera)    |                                                                                | |                                                     |               |
|                                          | Муравей-амазонка (Polyergus rufescens)                                         | По территории Белоруссии проходит северная граница ареала. Известен из Лунинецкого, Жабинковского и Ельского районов. Населяют умеренно влажные хвойные и лиственные леса. Муравейники строят на опушках, просеках, разреженных участках лесных биотопов. Избегают участков сильного затенения и полностью открытых мест. Очень редок, встречаются одиночные муравейники. Основные факторы угрозы не установлены. | III категория                                       | [ 26 ]        |
|                                          | Муравей Форшлюнда (Formica forsslundi)                                         | На территории Белоруссии известен из Шарковщинского, Лепельского и Житковичского районов. Населяется исключительно сфагновые болота, обычно верховые, реже переходного типа. Очень редок, численность предположительно сокращается. Основные факторы угрозы: осушение и разработка болот. | III категория                                       | [ 27 ]        |
|                                          | Пчела-плотник обыкновенная (Xylocopa valga)                                    | В первой половине прошлого столетия вид регистрировался по всей территории Белоруссии. В последнее время регистрируется только на юге страны. Населяет опушки старых лесов, реже населённые пункты с деревянными постройками и старыми садами. В 1920-30 годы отдельные экземпляры отмечались по всей территории Белоруссии. За последние 20 лет зафиксирован дважды — в Национальном парке «Припятский» и Беловежской пуще. Основные факторы угрозы: сокращение площади старых лесов, вырубка усыхающих деревьев, уменьшение количества старых деревянных построек. | II категория                                        | [ 28 ]        |
|                                          | Тапинома неясная (Tapinoma ambiguum)                                           | В Белоруссии вид известен из Ельского, Лепельского, Пружанского и Столбцовского районов. Населяет светлые леса, чаще сосновые, на лёгких песчаных и супесчаных почвах. Очень редок. Всего известно 5 гнёзд на территории Беларуси. | III категория                                       | [ 29 ]        |
|                                          | Шмель моховой (Bombus muscorum)                                                | В Белоруссии распространён по всей территории, по северу чаше. На севере местами встречается в значительном количестве, в центральных и южных частях страны является редким. По мере освоения территории численность сокращается. К снижению численности приводит значительное сокращение мест для гнездования и сбора корма, осушение пойменных земель, уничтожение гнёзд во время вспашки полей или скашивания растений и гибель взрослых особей при обработках полей пестицидами. | II категория                                        | [ 30 ]        |
|                                          | Шмель Шренка (Bombus schrencki)                                                | На территории Белоруссии вид отмечается в восточных, центральных, и северных частях страны. Предпочитает низинные и заливные луга вдоль небольших рек, сырые лесные поляны и опушки. На неосвоенных территориях в северной части республики иногда встречается в значительном количестве, в восточных и центральных частях — редок. По мере хозяйственного преобразования территории численность сокращается. Основные факторы угрозы: осушение пойменных земель и заболоченных участков леса, использование пестицидов, сенокошение, выпас скота, выжигание сухой растительности. | III категория                                       | [ 31 ]        |
| Отряд Подёнки (Ephemeroptera)            |                                                                                | |                                                     |               |
|                                          | Подёнка щитовидная (Prosopistoma foliaceum)                                    | В Европе встречается лишь один вид этого семейства. Редкий вид, встречающийся в небольшом количестве и на ограниченной территории. В Белоруссии и других странах СНГ личинки этого вида отмечены только в реках Западная Двина и Кура. Ареал изучен недостаточно, многие данные устарели. Очень редкий европейский вид. Данные о численности устарели. Численность резко сокращается в Беларуси и во многих странах Европы. Основные лимитирующие факторы: загрязнение водоёмов удобрениями и бытовыми отходами. | II категория                                        | [ 32 ]        |
| Отряд Полужёсткокрылые (Hemiptera)       |                                                                                | |                                                     |               |
|                                          | Водомерка сфагновая (Gerris sphagnetorum)                                      | Крайне редкий, малоизученный вид. В Белоруссии отмечен на низинных болотах заказника «Звонец», «Дикое», «Споровское» и Национальном парке «Припятский», в Березинском биосферном заповеднике (озеро Московица и ручей Смоленка, связанные с болотными экосистемами. Очевидно, является ледниковым реликтом. В Беларуси предпочитает осоковые переходные болота. Редкий вид, численность которого низка во многих странах Европы. | II категория                                        | [ 33 ]        |
| Отряд Прямокрылые (Orthoptera)           |                                                                                | |                                                     |               |
|                                          | Зеленчук непарный (Chrysochraon dispar)                                        | Представитель рода, относящегося к остатку древней фауны Ангариды. Распадается на два подвида с присущим половым диморфизмом. В Белоруссии встречается локально. Известны единичные находки на юге (начало XX века, озеро Червоное), а в 1990-е годы — в северных и северо-восточных частях (пойма реки Березины и Днепра). Узкий гигрофильным стенобионт за редким исключением. Населяет сырые луга и болота, иногда мезофильные луга. В Беларуси локальная максимальная плотность (свыше 100 экземпляров) отмечена в западно части Оршанской возвышенности (пойменный луг притока реки Друть). Во всех остальных местах (Березинский заповедник, урочища «Савский Бор» и «Пострежье») найдено по 10-20 экземпляров и одна полнокрылая особь, встреченная на мезофильном лугу с высоким травостоем. На протяжении более 100 лет в отечественной и зарубежной литературе отмечается как редкий вид в пределах всего ареала. Его популяции находятся в прямой зависимости от условий обитания, так как встречаются избирательно в немногих влажных биотопах. Основные факторы угрозы: хозяйственная деятельность, особенно осушительная мелиорация, приводящая к нарушению естественной среды, исчезновению болот и пойменных лугов. | III категория                                       | [ 34 ]        |
|                                          | Мечник короткокрылый (Conocephalus dorsalis)                                   | В Белоруссии распространён локально в пойме реки Припять в Национальном парке «Припятский». Численность вида невысокая и сокращается из-за исчезновение мест обитания в результате хозяйственной деятельности. | IV категория                                        | [ 35 ]        |
|                                          | Мечник обыкновенный (Conocephalus discolor)                                    | В Белоруссии распространён локально в бассейне реки Припять и Березина на территории Национального парка «Припятский» близ посёлка Хвоенск и территории Березинского биосферного заповедника. Наиболее высокая численность отмечена на территории Национального парка «Припятский» на заболоченных участках. В пойме реки Березина на территории Березинского биосферного заповедника найдены единичные экземпляры. Основные факторы угрозы: усиление хозяйственной деятельности, сопровождающееся уменьшением естественных болотных и пойменных биогеоценозов. | IV категория                                        | [ 36 ]        |
| Отряд Стрекозы (Odonata)                 |                                                                                | |                                                     |               |
|                                          | Дедка рогатый (Ophiogomphus cecilia)                                           | Известны единичные находки вида по всей территории страны. Встречается вдоль рек и ручьев. Может отлетать на расстояние до 500 м. (по другим данным более 800 м.) от места выхода имаго. Очень редок. Данных по изменению численности нет. Основные факторы угрозы: загрязнение водоёмов. | IV категория                                        | [ 37 ]        |
|                                          | Дозорщик-император (Anax imperator)                                            | В Белоруссии вид обнаружен только в северных районах страны. Населяет литоральную зону больших озёр, реже — слабопроточные водоёмы. Стрекозы могут улетать на большие расстояния (до 10 км) от места выхода имаго. Очень редок, известны единичные находки на озёрах Нарочанской и Браславской групп. Основные угрозы: загрязнение водоёмов, вызванное нарушением водоохранного законодательства. Рекреационная нагрузка в местах обитания вида. | III категория                                       | [ 38 ]        |
|                                          | Кордулегастер кольчатый (Cordulegaster boltonii)                               | Единственный представитель рода на территории Белоруссии. По территории республики проходит восточная граница ареала вида. Имаго встречается вдоль рек и ручьев. Очень редок. Основные факторы угрозы: загрязнение рек и ручьев. Вид был включён во 2-е издание Красной книги Республики Беларусь (III категория) как Cordulegaster annulatus. | III категория                                       | [ 39 ]        |
|                                          | Коромысло беловолосое (Brachytron pratense)                                    | В Белоруссии вид редок на всей территории республики. Предпочитает мезотрофные или эвтрофные водоёмы, небольшие озёра и низинные болота. Встречается также вдоль мелиоративных каналов и медленно текущих рек. Вид приурочен к местам обитания, которые находятся под угрозой уничтожения. | III категория                                       | [ 40 ]        |
|                                          | Коромысло зелёное (Aeshna viridis)                                             | В Белоруссии ареал охватывает территорию всей страны. Встречается на низинных болотах и в поймах рек. Редок на всей территории республики. Вид приурочен к местам обитания, которые находятся под угрозой уничтожения. | II категория                                        | [ 41 ]        |
|                                          | Лютка сибирская (Sympecma paedisca(=annulata)).                                | На территории страны представлена подвидом Sympecna annulata braueri. Единичные находки вида известны на территории всей Белоруссии. Встречается по берегам слабопроточных или стоячих водоемов. Очень редок, известны единичные находки. Данных по изменению численности нет. | III категория                                       | [ 42 ]        |
|                                          | Нехаления красивая (Nehalennia speciosa)                                       | Самая маленькая стрекоза не только в Белоруссии, но и во всех странах СНГ. Встречается локально в южных районах Белоруссии. Обитает на низинных болотах и на заболоченных пойменных лугах. Численность и тенденция её изменения изучены слабо. Локально вид может доминировать. Основные факторы угрозы: вид приурочен к сокращающимся местам обитания. | II категория                                        | [ 43 ]        |
|                                          | Стрелка зеленоватая (Coenagrion armatum)                                       | Вид отмечен в южных районах Беларуси. Встречается возле слабопроточных или стоячих водоемов. Очень редок. Данных по изменению численности нет. Основные факторы угрозы не известны. | I категория                                         | [ 44 ]        |
| Отряд Чешуекрылые (Lepidoptera)          |                                                                                | |                                                     |               |
|                                          | Бархатница Ютта (Oeneis jutta)                                                 | В Белоруссии представлен европейским номинативным подвидом. Очень локально проникает в среднюю полосу, встречаясь в ряде мест по всей территории страны. Вид приурочен преимущественно к обширным покрытым сосновой порослью верховым болотам с высокой степенью увлажнения торфяного слоя. Наблюдавшаяся в местах обитания численность вида стабильная. Численность сокращается после сплошных вырубок и пожаров, при замене хвойных лесов производными. | III категория                                       | [ 45 ]        |
|                                          | Бражник прозерпина (Proserpinus proserpina)                                    | На территории страны обитает в центральной, южной и западной частях. На юго-западе страны встречается чаще. Распространён вид очень локально. Населяет хорошо прогреваемые лесные поляны и вырубки окраины дорог и полей с наличием кормовой базы для гусениц. В отличие от большинства других видов бражников, к дальним миграциям не склонен. Бабочки встречается крайне редко, чаще наблюдаются гусениц последнего возраста. В большинстве мест обитания на территории страны численность вида низкая и продолжает сокращаться, в некоторых местах, вероятно, вид уже исчез. Вид также включен в Красный Список МСОП (категория — DD), в приложение II Бернской конвенции. | III категория                                       | [ 46 ]        |
|                                          | Голубянка алексис (Glaucopsyche alexis)                                        | В Белоруссии чаще встречается на юге страны, не найден на северо-востоке. Встречается крайне локально. Известен по немногочисленным находкам в Брестской, Гродненской, Гомельской и Минской областях. Бабочки встречаются отдельными особями. В некоторых ограниченных участка ареала в благоприятные годы вид довольно обычен, в других же, наоборот, исчез. Причина сокращения численности — сокращение подходящих мест обитания для вида. | III категория                                       | [ 47 ] [ 48 ] |
|                                          | Голубянка алькон (Maculinea alcon)                                             | Вид крайне локален в Белоруссии, но в характерных местах обитания может быть достаточно многочисленным, что иногда создаёт впечатление о благополучии вида. В отдельных ограниченных местах в благоприятные годы может быть обычным. В последнее время численность голубянки алькон резко снизилась. Вид включен в Красный Список МСОП (категория — LR/nt, ver. 2.3, 1994), в Красные книги Европейских дневных бабочек (SPEC 3, категория — VU), | II категория                                        | [ 48 ] [ 49 ] |
|                                          | Голубянка точечная (Phengaris teleius)                                         | В Белоруссии — крайне локален, известен только из нескольких мест в Полесье в долине реки Припять и её притоков. Населяет разнотравные луга с обязательным произрастанием кормового растения — кровохлебки лекарственной. Развитие гусениц, как и у остальных видов рода Maculinea, тесно связано с муравьями. На территории Беларуси вид обнаружен недавно. Сведения о численности отсутствуют. В ряде мест обитания бабочки встречаются отдельными особями. В некоторых местах в благоприятные годы вид довольно обычен. Причины сокращения численности: осушительная мелиорация, сильное закустаривание мест обитания, расширение сельскохозяйственных угодий. Охраняется в Национальном парке «Припятский». | III категория                                       | [ 48 ] [ 50 ] |
|                                          | Голубянка черноватая (Phengaris nausithous )                                   | Встречается в южной части страны. Встречается крайне локально в Полесье. За пределами подходящих для размножения участков полностью исчезает. В большинстве мест обитания бабочки встречаются отдельными особями. В некоторых ограниченных местах вид является обычным. Причины сокращения численности — осушительная мелиорация, застройка территорий, расширение сельскохозяйственных угодий. В Красной книге Международного союза охраны природы (МСОП) вид имеет 3 категорию охраны. Включен в «Красную книгу Европейских дневных бабочек» с категорией SPEC3 — вид, обитающий, как в Европе, так и за её пределами, но находящийся на территории Европы под угрозой исчезновения. | III категория                                       | [ 48 ] [ 51 ] |
| Фотография голубянки Эроидес             | Голубянка Эроидес (Polyommatus eroides)                                        | В Белоруссии населяет юг территории республики. На территории страны обитает подвид eroides orientalis (Krziwitzky, 1983). Численность этой бабочки сокращается из-за нарушения биотопов — вырубки лесов, усиления рекреационных нагрузок, нерегламентированного применения пестицидов | III категория                                       | [ 48 ] [ 52 ] |
|                                          | Желтоглазка придорожная (Lopinga achine)                                       | В Белоруссии вид представлен номинативным подвидом. Немногочисленные популяции обнаружены по всей территории страны, за исключением Могилевской области. Чаще встречается на севере и в центре страны. Факторами сокращения численности являются: уничтожение мест обитания вида в результате мелиорации, сплошных вырубок леса, увеличение антропогенной нагрузки на биотопы. | III категория                                       | [ 48 ] [ 53 ] |
|                                          | Желтушка торфяниковая (Colias palaeno)                                         | Довольно обычный вид на торфяниках. На крупных и открытых верховых болотах данный вид встречаются более реже, предпочитая участки, поросшие лесом. В Белоруссии распространён по всей территории, однако локально. На территории Беларуси численность вида постепенном сокращается. | III категория                                       | [ 48 ] [ 54 ] |
|                                          | Краеглазка петербургская (Lasiommata petropolitana)                            | В Белоруссии отмечен в Полесье. Изменчивый вид. Населяет поляны и луга в сосновых и смешанных лесах, влажные сосновые леса вдоль переходных болот. Численность весьма колеблется по годам. Ввиду крайне ограниченного ареала тенденции численности не установлены. | III категория                                       | [ 48 ] [ 55 ] |
|                                          | Металловидка кровохлебковая (Diachrysia zosimi)                                | На территории страны встречается в Брестском и Дрогичинском (болото Званец) районах Брестской области, в Березинском заповеднике, на северо-востоке и северо-западе Минской области, а также в национальном парке «Припятский» . В ранних работах по фауне Беларуси, упоминания о данном виде отсутствуют. Однако имеются сведения о том, что в 1960-е годы на территории Белоруссии данный вид встречался нередко. В настоящее время имеются только единичные находки. Численность сокращается из-за изменение гидрологического режима, расширения сельскохозяйственных угодий. | III категория                                       | [ 56 ]        |
|                                          | Медведица геба (Eucharia festiva)                                              | На территории Беларуси вид обитает в Полесье , Новогрудском и Щучинском районах Гродненской области. Бабочки ведут преимущественно ночной образ жизни. Встречаются на солнечных, хорошо прогреваемых сухих опушках и полянах, суходольных лугах, пустырях. На территории всего своего глобального ареал вид распространён крайне локально, известен по единичным особям. В Белоруссии за последние 20 лет в сборах не попадался. | I категория                                         | [ 57 ]        |
|                                          | Медведица-хозяйка (Pericallia matronula)                                       | Единственный представитель рода Pericallia. Самый крупный вид семейства Медведицы на территории Европы. В Белоруссии обитает на территории всей территории страны, за исключением Могилевской области. Населяет тенистые, преимущественно влажные лиственные и смешанные леса с богатым подлеском. Чаще встречается по окраинам лесных опушек и на полянах. Вид повсеместно в своём глобальном ареале довольно редок и очень локален. Встречаются единичные экземпляры. Европейские популяции данного вида характеризуются гораздо большей разреженностью и редкостью, чем азиатские (в частности дальневосточные). Местами в отдельные годы наблюдается в относительно большем количестве. Охраняется в Березинском заповеднике, Национальных парках «Беловежская пуща» и «Припятский», в заказнике «Черлено». | III категория                                       | [ 58 ]        |
|                                          | Мнемозина (Parnassius mnemosyne)                                               | Встречается номинативный подвид. Распространён по всей территории страны, однако крайне неравномерно, преимущественно по долинам мелких рек. Местообитания строго ограничены произрастанием кормовых растений гусениц — различные виды хохлатки. Встречается локально и в небольших количествах. Для данного вида приводятся следующие лимитирующие факторы: уничтожение травянистой растительности на лесных полянах в результате распашки, перевыпаса и рекреации. При нарушении пойменных лугов в долинах рек популяция может постепенно перемещаться в подходящие биоценозы по соседству, при их отсутствии — вымирает. | III категория                                       | [ 48 ] [ 59 ] |
|                                          | Орденская лента малая дубовая или Малая дубовая ленточница (Catocala promissa) | В Белоруссии обитает на территории всей территории страны, за исключением Могилевской области. Распространён локально, заселяя дубравы и другие леса с примесью дуба, предпочитая преимущественно хорошо прогреваемые участки. В первой половине и середине XX столетия на территории Белоруссии вид был обычным. В последнее время встречается очень редко, единичными экземплярами. Охраняется в Национальных парках «Припятский» и «Беловежская пуща». | III категория                                       | [ 60 ]        |
|                                          | Орденская лента малиновая (Catocala sponsa)                                    | В Белоруссии встречается локально. Обитает в дубравах и лесах с примесью дуба. Редкий по всей территории Белоруссии вид, численность которого значительно сокращается из-за ухудшения состояния или сведения дубрав. Основные факторы угрозы: уменьшение площадей и усыхание дубрав, особенно пойменных, в результате снижения уровня грунтовых вод, осушительная мелиорация в поймах рек; интенсивная вырубка лесов с примесью дуба — основного кормового растения для гусениц этого вида. | III категория                                       | [ 61 ]        |
|                                          | Павлиноглазка малая (Saturnia (Eudia) pavonia)                                 | По всей территории Беларуси встречается южная (лесостепная) форма, однако ввиду неспособности самок к миграциям и неблагоприятных для вида условий — крайне локально. На севере Белоруссии зарегистрирована также и болотная форма. Причины уменьшения численности: уничтожение природных биотопов. Лесостепная форма обитает по опушкам лиственных и смешанных лесов, в светлых сосновых борах, болотная форма отмечена на верховых болотах. Имаго встречаются крайне редко. Чаще можно наблюдать гусениц, особенно молодых, которые благодаря тёмной окраске и поведенческим особенностям (образуют скопления) хорошо заметны. В последнее время в центральных районах стал встречаться значительно реже. Для севера и юга тенденции не установлены, однако можно предполагать, что в связи с уменьшением до недавнего времени площади болот и лесов численность сократилась. Основные факторы угрозы: мелиорация, уменьшение площади естественных биогеоценозов и их фрагментация. | III категория                                       | [ 62 ]        |
|                                          | Перламутровка альпийская (Clossiana thore)                                     | Представлен подвидом Clossiana thore borealis. В последние десятилетия найден в центральной части Белоруссии — только в Налибокской пуще и Березинском заповеднике, вероятно, может быть обнаружен и в других частях на севере и в центре страны. Особи имеют двухлетний цикл развития. В последние годы отмечено снижение численности. Причины сокращения численности: осушительная мелиорация, сокращение площадей старовозрастных лесов. | II категория                                        | [ 48 ] [ 63 ] |
|                                          | Перламутровка фригга (Clossiana frigga)                                        | На территории страны вид представлен европейским номинативным подвидом. Реликтовые популяции в центральной части Белоруссии иногда относят к отдельному подвиду Clossiana frigga australis Lgbl. В Белоруссии встречается в основном в северной и центральной частях. Вид живёт на верховых болотах, среди разреженных пушице-сфагновых сосняков с куртинами голубики, багульника. | II категория                                        | [ 48 ] [ 64 ] |
|                                          | Поликсена (Zerynthia polyxena)                                                 | Встречается номинативный подвид. Распространён по долинам рек, населяет разнотравные, как правило, пойменные степи и луга с присутствием кормового растения (кирказон Aristolochia). Известна одна популяция из долины реки Днепр в Речицком районе Гомельской области. Вероятны находки вида по долинам других рек юга Беларуси. Виду присуща слабая миграционная способность. | I категория                                         | [ 48 ] [ 65 ] |
|                                          | Пяденица красивая (Chariaspilates formosaria)                                  | На территории страны вид известен по немногочисленным находкам на юге, из Березинского биосферного заповедника и окрестностей Витебска. Попадается единично. Численность сокращается в связи с осушением болот. Охраняется в Березинском заповеднике, Национальном парке «Беловежская пуща», биологическом заказнике «Званец». | III категория                                       | [ 66 ]        |
|                                          | Пяденица стрельчатая (Gagіtodes sagіttata)                                     | В Белоруссии вид известен по находкам из 3-х удаленных друг от друга точек в Витебской и Брестской областях, причём первая находка относится к началу XX столетия. Известна лишь единичная находка. | II категория                                        | [ 67 ]        |
|                                          | Сенница торфяная или сенница Эдип (Coenonympha oedippus)                       | В Беларуси представлен номинативным подвидом. Вид весьма изменчив, выделяется множество форм по количеству глазчатых пятен на верхней стороне крыльев и по развитию перевязей и размеру глазков на нижней стороне крыльев. В Белоруссии встречается в Полесье. В большинстве известных мест обитания численность стабильная. Главным фактором сокращения численности является уничтожение и деградация болот в результате осушения. Охраняется в национальных парках Припятский и Беловежская пуща. | III категория                                       | [ 48 ] [ 68 ] |
|                                          | Червонец голубоватый (Lycaena helle)                                           | В Белоруссии в настоящее время известны только две локальных популяции (в Гродненской области и Березинском заповеднике). В Минской области два места обитания вида были уничтожены при мелиорации. Наибольшей численности вид достигает на небольших, расположенных среди леса влажных лугах с обилием гравилата речного. В Березинском заповеднике обитает на переходном болоте. В последнее время регистрируется лишь несколько экземпляров в год. В Красной книге Международного союза охраны природы (МСОП) вид имеет 3 категорию охраны. Включен в «Красную книгу Европейских дневных бабочек» с категорией SPEC3. | II категория                                        | [ 48 ] [ 69 ] |
|                                          | Чернушка эфиопка (Erebia aethiops)                                             | Редко и локально распространён в поясе широколиственных лесов, отмечен в Беловежской пуще, окрестностях городов Столбцы , Гродно, Жодино и вблизи Новогрудка. Численность чрезвычайно низкая и сокращается. Вид исчезает при сплошном выкашивании, перевыпасе скота, сильном вытаптывании лугов и лесных полян. Охраняется в Национальном парке «Беловежская пуща». | II категория                                        | [ 48 ] [ 70 ] |
|                                          | Шашечница большая (Euphydryas maturna)                                         | В Восточной Европе представлен номинативным подвидом. В Белоруссии вид довольно обычен, хоть и локален. Численность вида может быть высокой, но с увеличением антропогенной нагрузки на места обитания резко сокращается. | III категория                                       | [ 48 ] [ 71 ] |
|                                          | Шашечница бритомарта (Melitaea britomartis )                                   | В Белоруссии вид представлен европейским номинативным подвидом. Крыловой рисунок довольно изменчив. Встречается крайне локально на территории страны. Сегодняшняя численность в местах обитания вида является стабильной, но территории обитания вида и общее количество особей достаточно небольшие. | III категория                                       | [ 48 ] [ 72 ] |